# Maren (Gladhammars socken, Småland, 640063-154240)
Maren är en sjö i Västerviks kommun i Småland och ingår i Storån-Botorpsströmmens kustområde. Sjön har en area på 0,108 kvadratkilometer och ligger 1,5 meter över havet. Sjön avvattnas av vattendraget Verkebäcksån. Vid provfiske har bland annat abborre, braxen, gers och gädda fångats i sjön.

## Delavrinningsområde
Maren ingår i det delavrinningsområde (640094-154157) som SMHI kallar för Mynnar i havet. Medelhöjden är 38 meter över havet och ytan är 7 kvadratkilometer. Räknas de 2 avrinningsområdena uppströms in blir den ackumulerade arean 39,14 kvadratkilometer. Avrinningsområdets utflöde Verkebäcksån mynnar i havet. Avrinningsområdet består mestadels av skog (76 procent). Avrinningsområdet har 0,17 kvadratkilometer vattenytor vilket ger det en sjöprocent på 2,4 procent. Bebyggelsen i området täcker en yta av 0,19 kvadratkilometer eller 3 procent av avrinningsområdet.

## Fisk
Vid provfiske har följande fisk fångats i sjön:
- Abborre
- Braxen
- Gärs
- Gädda
- Löja
- Mört
- Sarv